# Обревко, Владимир Владимирович
Владимир Владимирович Обревко (26 февраля 1936, город Харьков, теперь Харьковской области — 6 августа 1985, город Харьков) — советский партийный деятель, председатель Харьковского горисполкома. Депутат Верховного Совета УССР 11-го созыва в 1985 году.

## Биография
Родился в семье военнослужащего.
В 1959 году окончил Харьковский политехнический институт имени Ленина.
В 1959 — 1968 г. — помощник мастера, сменный мастер паротурбинного цеха, заместитель начальника испытательной станции, начальник сборочного отделения паровых и газовых турбин, заместитель начальника отдела технического контроля по экспорту Харьковского турбинного завода имени Кирова.
Член КПСС с 1962 года.
В 1968 — 1975 г. — заместитель секретаря, секретарь партийного комитета Харьковского турбинного завода имени Кирова.
В 1975 — 1977 г. — заведующий промышленно-транспортным отделом Харьковского городского комитета КПУ.
В марте 1977 — декабре 1984 г. — заместитель председателя исполнительного комитета Харьковского городского совета народных депутатов.
В 1981 году окончил Высшую партийную школу при ЦК КПУ.
В декабре 1984 — августе 1985 г. — председатель исполнительного комитета Харьковского городского совета народных депутатов.

## Награды
- орден Трудового Красного Знамени
- орден Дружбы народов
- медали